# AMPKα1

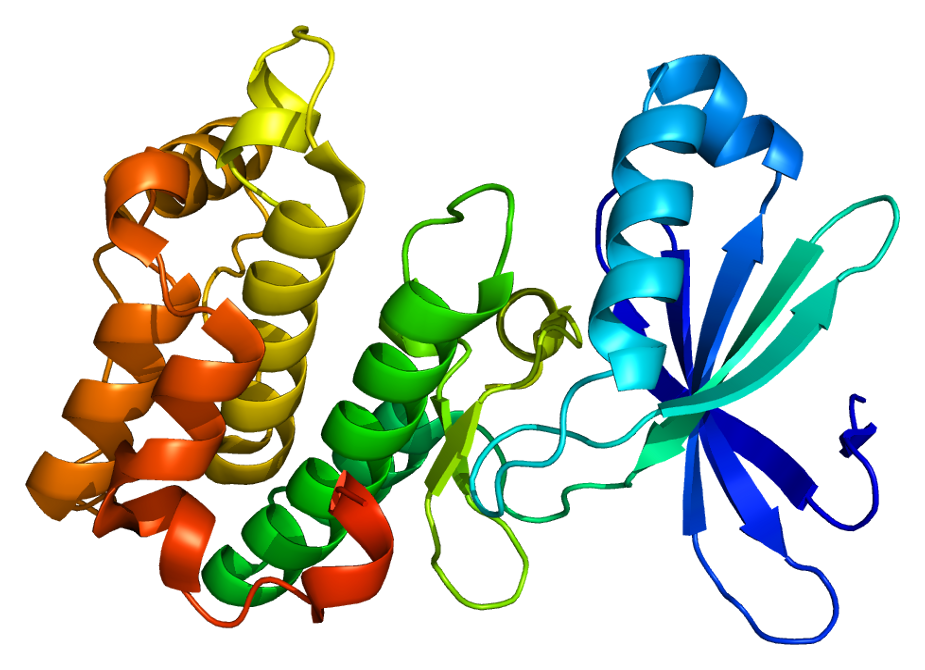
Struktura białka PRKAA1 (PDB: 2H6D)

PRKAA1 – ludzki gen kodujący białko kinazy białkowej, zależnej od kinazy AMPK. Gen PRKAA1  (protein kinase, AMP-activated, alpha 1 catalytic subunit) znany był także jako AMPKα1, znajduje się w locus 5p12.